# Copa del Rei de futbol 2016-17
La Copa del Rei de Futbol 2016-17 fou l'edició número 113 d'aquesta competició. Hi participaren els equips de Primera, Segona, Segona B, i Tercera divisions, llevat dels equips filials d'altres clubs encara que juguin en aquestes categories.
El torneig va començar del 31 d'agost de 2016 i va finalitzar el 27 de maig de 2017. Defensava el títol el FC Barcelona, campió de l'edició 2015-16, un títol que va acabar revalidant en vèncer a la final el Deportivo Alavés.

## Equips classificats
Disputen la Copa del Rei 2016-17, que van garantir la seva presència en funció de la seva classificació en les quatre primeres categories del sistema de lligues en la temporada 2015/16, i partint de determinades rondes segons la seva categoria en la corresponent campanya, els següents equips:
| Primera divisió | Segona Divisió | Segona Divisió B | Tercera Divisió |
| - Athletic Club - Atlètic de Madrid - FC Barcelona - Celta de Vigo - Deportivo de La Coruña - SD Eibar - RCD Espanyol - Getafe CF - Granada CF - UD Las Palmas - Llevant UE - Màlaga CF - Rayo Vallecano - Reial Betis - Reial Madrid - Reial Societat - Sevilla FC - Sporting de Gijón - València CF - Vila-real CF | - Alavés - Albacete Balompié - AD Alcorcón - UD Almería - Córdoba CF - Elx CF - Gimnàstic - Girona FC - SD Huesca - CD Leganés - UE Llagostera - CD Lugo - RCD Mallorca - CD Mirandés - CD Numancia - CA Osasuna - Reial Oviedo - SD Ponferradina - CD Tenerife - Reial Valladolid - Reial Saragossa | - CE Alcoià - SD Amorebieta - Arenas - Barakaldo CF - Burgos CF - Cadis CF - Cartagena - UE Cornellà - Cultural Leonesa - CD Guijuelo - Hèrcules CF - Lleida Esportiu - Lorca FC - Reial Múrcia - Racing Ferrol - Racing de Santander - Real Unión - Reus Deportiu - Sestao River - UD Socuéllamos - CD Toledo - CD Tudelano - UCAM Murcia - UD Logroñés | - Andorra - Atlético Cirbonero - Atlético Mancha Real - Atlètic Saguntí - Atlético Sanluqueño - Boiro - CD Calahorra - Caudal - Conquense - Extremadura UD - SE Formentera - Laredo - Lorca Deportiva - Prat - San Sebastián de los Reyes - Villa de Santa Brígida - Zamora CF - Zamudio SD |

## Primera ronda
Van disputar la primera ronda del torneig els quaranta-dos equips de Segona Divisió B i Tercera Divisió, dels quals sis van quedar exempts. L'eliminatòria es va decidir a partit únic el 31 d'agost de 2015, en el camp dels clubs les boles dels quals van ser extretes en primer lloc en el sorteig.
| Local                  | Resultat            | Visitant                      |
| ---------------------- | ------------------- | ----------------------------- |
| Caudal                 | 2-1                 | Burgos CF                     |
| Andorra CF             | 0-5                 | Hèrcules CF                   |
| Atlético Cirbonero     | 0-0 (p.) (6-5 pen.) | SD Ponferradina               |
| CD Boiro               | 1-3 (p.)            | CD Guijuelo                   |
| Sestao River           | 4-2                 | UD Villa de Santa Brígada     |
| SD Amorebieta          | 2-1 (p.)            | UD Socuéllamos                |
| Atlètic Saguntí        | 1-1 (p.) (3-4 pen.) | SE Formentera                 |
| CD Laredo              | 2-3 (p.)            | Cultural Leonesa              |
| Barakaldo              | 4-0                 | Zamudio SD                    |
| CD Calahorra           | 0-0 (p.) (3-1 pen.) | UD Logroñés                   |
| Club Lleida Esportiu   | 1-0                 | AE Prat                       |
| Lorca Deportiva        | 1-2 (p.)            | Lorca FC                      |
| UE Cornellà            | 2-1 (p.)            | UD San Sebastián de los Reyes |
| Racing de Ferrol       | 3-2                 | Zamora CF                     |
| Albacete Balompié      | 2-1                 | Real Unión                    |
| Extremadura UD         | 5-0                 | Atlético Mancha Real          |
| CD Toledo              | 2-0                 | UB Conquense                  |
| Atlético Sanluqueño CF | 1-0                 | Reial Múrcia                  |

Clubs exempts: CE Alcoià, Arenas, FC Cartagena, Racing de Santander, UE Llagostera i CD Tudelano.

## Segona ronda
La segona ronda del torneig la van disputar els vencedors de la primera ronda, els sis equips que n'havien quedat exempts i els vint-i-un equips de Segona Divisió. Va haver-hi un equip que va quedar exempt, i els equips de Segona havien de, obligatòriament, enfrontar-se entre si. L'eliminatòria es va jugar a partit únic el 6 i 7 de setembre de 2016.
| Local               | Resultat             | Visitant               |
| ------------------- | -------------------- | ---------------------- |
| CD Mirandés         | 2-2 (p.) (3-4 pen.)  | Elx CF                 |
| CD Lugo             | 1-2                  | CD Tenerife            |
| UD Almería          | 0-2                  | Rayo Vallecano         |
| Albacete Balompié   | 2-0                  | Arenas                 |
| CD Tudelano         | 1-0                  | Atlético Sanluqueño CF |
| Caudal              | 1-0                  | Lleida Esportiu        |
| Gimnàstic           | 1-0 (p.)             | CD Numancia            |
| SE Formentera       | 2-2 (p.) (10-9 pen.) | Lorca FC               |
| Cadis CF            | 1-1 (p.) (3-2 pen.)  | Llevant UE             |
| CD Guijeulo         | 1-0                  | Sestao River           |
| Racing de Santander | 2-1                  | UE Llagostera          |
| Racing de Ferrol    | 0-0 (p.) (4-5 pen.)  | Atlético Cirbonero     |
| Cultural Leonesa    | 3-1                  | CD Calahorra           |
| Barakaldo CF        | 3-3 (p.) (2-3 pen.)  | SD Amorebieta          |
| CD Toledo           | 4-0                  | CE Alcoià              |
| UE Cornellà         | 3-1 (p.)             | Extremadura UD         |
| FC Cartagena        | 1-1 (p.) (5-6 pen.)  | Hèrcules CF            |
| Reial Saragossa     | 1-0                  | Reial Valladolid       |
| RCD Mallorca        | 1-0 (p.)             | CF Reus Deportiu       |
| SD Huesca           | 1-0                  | Girona FC              |
| UCAM Murcia CF      | 4-3 (p.)             | Reial Oviedo           |
| AD Alcorcón         | 1-0                  | Getafe CF              |

Club exempt: Córdoba

## Tercera ronda
La tercera ronda del torneig la disputaren els vint-i-dos vencedors de la segona ronda, i l'equip que n'havia quedat exempt. Els equips de Segona Divisió es van enfrontar un a l'altre i equips de Segona Divisió B i Tercera Divisió es van enfrontar entre ells. L'eliminatòria es va jugar a partit únic l'11 i 12 d'octobre de 2016.
| Local               | Resultat            | Visitant          |
| ------------------- | ------------------- | ----------------- |
| Elx CF              | 0-1                 | AD Alcorcón       |
| CD Tudelano         | 0-0 (p.) (3-4 pen.) | SE Formentera     |
| RCD Mallorca        | 1-2                 | UCAM Murcia CF    |
| Atlético Cirbonero  | 1-2 (p.)            | CD Guijuelo       |
| Rayo Vallecano      | 1-1 (p.) (4-5 pen.) | Gimnàstic         |
| Racing de Santander | 2-0                 | SD Amorebieta     |
| Gimnàstic           | 1-0 (p.)            | CD Numancia       |
| Cultural Leonesa    | 2-1 (p.)            | Albacete Balompié |
| Hèrcules CF         | 2-1                 | UE Cornellà       |
| CD Toledo           | 4-1                 | Caudal            |
| Cadis CF            | 1-2                 | Córdoba CF        |
| Reial Valladolid    | 3-1 (p.)            | CD Tenerife       |

Club exempt: SD Huesca

## Fase Final
El sorteig de la ronda de trenta-dosens de final es va dur a terme el 16 d'octubre de 2015, a la Ciutat del Futbol de Las Rozas. En aquesta ronda, tots els equips de primera divisió entren en la competició.
El sorteig dels setze aparellaments serà de la següent manera: els sis equips restants que participen a Segona Divisió B i Tercera Divisió s'enfrontaran als equips que es van classificar per a les competicions europees, això és: quatre equips (de Segona B i Tercera) s'enfrontaran a quatre equips de Champions i els dos equips restants se sortejaran, en la mateixa forma, amb els equips d'Europa League. L'equip restant s'enfrontarà a un equip de Segona Divisió. Els cinc equips restants seran sortejats contra cinc equips dels tretze restants equips de la primera divisió. Els vuit equips restants de la Lliga s'enfrontaran entre si. En els partits dels equips amb diferents nivells de lliga, l'equip de nivell inferior jugarà a casa el partit d'anada. Aquesta regla també s'aplica a la ronda de vuitens de final, però no per als quarts de final i semifinals, l'ordre serà a partir de l'ordre de sorteig.
| Segona B i Tercera Divisió                                                           | Competicions Europees | Segona Divisió                                                          | Resta de la primera divisió |
| ------------------------------------------------------------------------------------ | --- | ----------------------------------------------------------------------- | --- |
| Cultural Leonesa SE Formentera CD Guijuelo Hèrcules CF Racing de Santander CD Toledo | Lliga de Campions: Atlètic de Madrid FC Barcelona (CR) Reial Madrid Sevilla FC Vila-real CF 0 Lliga Europa: Athletic Club Celta de Vigo | AD Alcorcón Córdoba CF Gimnàstic SD Huesca UCAM Murcia Reial Valladolid | Alavés Deportivo de La Coruña SD Eibar RCD Espanyol Granada CF UD Las Palmas CD Leganés Màlaga CF CA Osasuna Reial Betis Reial Societat Sporting de Gijón València CF |

## Setzens de final
| Local anada         | Resultat global | Local tornada          | Anada | Tornada  |
| ------------------- | --------------- | ---------------------- | ----- | -------- |
| Cultural Leonesa    | 2-13            | Reial Madrid CF        | 1-7   | 1-6      |
| CD Toledo           | 1-4             | Vila-real CF           | 0-3   | 1-1      |
| Reial Valladolid    | 2-4             | Reial Societat         | 1-3   | 1-1      |
| CD Guijuelo         | 1-10            | Atlètic de Madrid      | 0-6   | 1-4      |
| Córdoba CF          | 6-3             | Màlaga CF              | 2-0   | 4-3      |
| SD Huesca           | 3-4             | UD Las Palmas          | 2-2   | 1-2      |
| Formentera          | 2-14            | Sevilla FC             | 1-5   | 1-9      |
| Sporting de Gijón   | 2-5             | SD Eibar               | 1-2   | 1-3      |
| Granada CF          | 1-2             | CA Osasuna             | 1-0   | 0-2      |
| CD Leganés          | 2-5             | València CF            | 1-3   | 1-2      |
| Reial Betis         | 2-3             | Deportivo de La Coruña | 1-0   | 1-3      |
| Hèrcules CF         | 1-8             | FC Barcelona           | 1-1   | 0-7      |
| UCAM Murcia         | 0-2             | Celta de Vigo          | 0-1   | 0-1      |
| Gimnàstic           | 0-6             | Alavés                 | 0-3   | 0-3      |
| Racing de Santander | 1-5             | Athletic Club          | 1-2   | 0-3      |
| AD Alcorcón         | 2-2 (4-3 pen.)  | RCD Espanyol           | 1-1   | 1-1 (p.) |

## Vuitens de final
| Local anada            | Resultat global | Local tornada     | Anada | Tornada |
| ---------------------- | --------------- | ----------------- | ----- | ------- |
| València CF            | 2-6             | Celta de Vigo     | 1-4   | 1-2     |
| CA Osasuna             | 0-3             | SD Eibar          | 0-3   | 0-0     |
| UD Las Palmas          | 3-4             | Atlètic de Madrid | 0-2   | 3-2     |
| Deportivo de La Coruña | 3-3             | Alavés            | 2-2   | 1-1     |
| AD Alcorcón            | 2-1             | Córdoba CF        | 0-0   | 2-1     |
| Reial Societat         | 4-2             | Vila-real CF      | 3-1   | 1-1     |
| Reial Madrid           | 6-3             | Sevilla FC        | 3-0   | 3-3     |
| Athletic Club          | 3-4             | FC Barcelona      | 2-1   | 1-3     |

## Quarts de final
| Local anada       | Resultat global | Local tornada | Anada | Tornada |
| ----------------- | --------------- | ------------- | ----- | ------- |
| Reial Societat    | 2-6             | FC Barcelona  | 0-1   | 2-5     |
| AD Alcorcón       | 0-2             | Alavés        | 0-2   | 0-0     |
| Atlètic de Madrid | 5-2             | SD Eibar      | 3-0   | 2-2     |
| Reial Madrid      | 3-4             | Celta de Vigo | 1-2   | 2-2     |

## Semifinals
| Local anada       | Resultat global | Local tornada | Anada | Tornada |
| ----------------- | --------------- | ------------- | ----- | ------- |
| Celta de Vigo     | 0-1             | Alavés        | 0-0   | 0-1     |
| Atlètic de Madrid | 2-3             | FC Barcelona  | 1-2   | 1-1     |

## Final
| FC Barcelona | 3-1 | Alavés |
| ------------ | --- | ------ |
|              |     |        |

 Estadi Vicente Calderón, Madrid

## Quadre Resum
|  | Vuitens de final  | Vuitens de final | Vuitens de final | Vuitens de final |   |                   | Quarts de final | Quarts de final | Quarts de final | Quarts de final |  |                   | Semifinals | Semifinals | Semifinals | Semifinals |              |              | Final        | Final | Final | Final |
|  |                   |                  |                  |                  |   |                   |                 |                 |                 |                 |  |                   |            |            |            |            |              |              |              |       |       |       |
|  | UD Las Palmas     | 0                | 3                | 3                |   |                   |                 |                 |                 |                 |  |                   |            |            |            |            |              |              |              |       |       |       |
|  | Atlètic de Madrid | 2                | 2                | 4                |   |                   |                 |                 |                 |                 |  |                   |            |            |            |            |              |              |              |       |       |       |
|  | Atlètic de Madrid | 2                | 2                | 4                |   | Atlètic de Madrid | 3               | 2               | 5               |                 |  |                   |            |            |            |            |              |              |              |       |       |       |
|  |                   |                  |                  |                  |   | Atlètic de Madrid | 3               | 2               | 5               |                 |  |                   |            |            |            |            |              |              |              |       |       |       |
|  |                   | SD Eibar         | 0                | 2                | 2 |                   |                 |                 |                 |                 |  |                   |            |            |            |            |              |              |              |       |       |       |
|  | CA Osasuna        | SD Eibar         | 0                | 2                | 2 | 0                 | 0               | 0               |                 |                 |  |                   |            |            |            |            |              |              |              |       |       |       |
|  | CA Osasuna        |                  |                  |                  |   | 0                 | 0               | 0               |                 |                 |  |                   |            |            |            |            |              |              |              |       |       |       |
|  | SD Eibar          | 3                | 0                | 3                |   |                   |                 |                 |                 |                 |  |                   |            |            |            |            |              |              |              |       |       |       |
|  | SD Eibar          | 3                | 0                | 3                |   |                   |                 |                 |                 |                 |  | Atlètic de Madrid | 1          | 1          | 2          |            |              |              |              |       |       |       |
|  |                   |                  |                  |                  |   |                   |                 |                 |                 |                 |  | Atlètic de Madrid | 1          | 1          | 2          |            |              |              |              |       |       |       |
|  |                   | FC Barcelona     | 2                | 1                | 3 |                   |                 |                 |                 |                 |  |                   |            |            |            |            |              |              |              |       |       |       |
|  | Reial Societat    | FC Barcelona     | 2                | 1                | 3 | 3                 | 1               | 4               |                 |                 |  |                   |            |            |            |            |              |              |              |       |       |       |
|  | Reial Societat    |                  |                  |                  |   | 3                 | 1               | 4               |                 |                 |  |                   |            |            |            |            |              |              |              |       |       |       |
|  | Vila-real CF      | 1                | 1                | 2                |   |                   |                 |                 |                 |                 |  |                   |            |            |            |            |              |              |              |       |       |       |
|  | Vila-real CF      | 1                | 1                | 2                |   | Reial Societat    | 0               | 2               | 2               |                 |  |                   |            |            |            |            |              |              |              |       |       |       |
|  |                   |                  |                  |                  |   | Reial Societat    | 0               | 2               | 2               |                 |  |                   |            |            |            |            |              |              |              |       |       |       |
|  |                   | FC Barcelona     | 1                | 5                | 6 |                   |                 |                 |                 |                 |  |                   |            |            |            |            |              |              |              |       |       |       |
|  | Athletic Club     | FC Barcelona     | 1                | 5                | 6 | 2                 | 1               | 3               |                 |                 |  |                   |            |            |            |            |              |              |              |       |       |       |
|  | Athletic Club     |                  |                  |                  |   | 2                 | 1               | 3               |                 |                 |  |                   |            |            |            |            |              |              |              |       |       |       |
|  | FC Barcelona      | 1                | 3                | 4                |   |                   |                 |                 |                 |                 |  |                   |            |            |            |            |              |              |              |       |       |       |
|  | FC Barcelona      | 1                | 3                | 4                |   |                   |                 |                 |                 |                 |  |                   |            |            |            |            | FC Barcelona | FC Barcelona | FC Barcelona | 3     |       |       |
|  |                   |                  |                  |                  |   |                   |                 |                 |                 |                 |  |                   |            |            |            |            |              | FC Barcelona | FC Barcelona | 3     |       |       |
|  |                   | Alavés           | Alavés           | Alavés           | 1 |                   |                 |                 |                 |                 |  |                   |            |            |            |            |              |              |              |       |       |       |
|  | Reial Madrid CF   | Alavés           | Alavés           | Alavés           | 1 | 3                 | 3               | 6               |                 |                 |  |                   |            |            |            |            |              |              |              |       |       |       |
|  | Reial Madrid CF   |                  |                  |                  |   | 3                 | 3               | 6               |                 |                 |  |                   |            |            |            |            |              |              |              |       |       |       |
|  | Sevilla FC        | 0                | 3                | 3                |   |                   |                 |                 |                 |                 |  |                   |            |            |            |            |              |              |              |       |       |       |
|  | Sevilla FC        | 0                | 3                | 3                |   | Reial Madrid CF   | 1               | 2               | 3               |                 |  |                   |            |            |            |            |              |              |              |       |       |       |
|  |                   |                  |                  |                  |   | Reial Madrid CF   | 1               | 2               | 3               |                 |  |                   |            |            |            |            |              |              |              |       |       |       |
|  |                   | Celta de Vigo    | 2                | 2                | 4 |                   |                 |                 |                 |                 |  |                   |            |            |            |            |              |              |              |       |       |       |
|  | València CF       | Celta de Vigo    | 2                | 2                | 4 | 1                 | 1               | 2               |                 |                 |  |                   |            |            |            |            |              |              |              |       |       |       |
|  | València CF       |                  |                  |                  |   | 1                 | 1               | 2               |                 |                 |  |                   |            |            |            |            |              |              |              |       |       |       |
|  | Celta de Vigo     | 4                | 2                | 6                |   |                   |                 |                 |                 |                 |  |                   |            |            |            |            |              |              |              |       |       |       |
|  | Celta de Vigo     | 4                | 2                | 6                |   |                   |                 |                 |                 |                 |  | Celta de Vigo     | 0          | 0          | 0          |            |              |              |              |       |       |       |
|  |                   |                  |                  |                  |   |                   |                 |                 |                 |                 |  | Celta de Vigo     | 0          | 0          | 0          |            |              |              |              |       |       |       |
|  |                   | Alavés           | 0                | 1                | 1 |                   |                 |                 |                 |                 |  |                   |            |            |            |            |              |              |              |       |       |       |
|  | AD Alcorcón       | Alavés           | 0                | 1                | 1 | 0                 | 2               | 2               |                 |                 |  |                   |            |            |            |            |              |              |              |       |       |       |
|  | AD Alcorcón       |                  |                  |                  |   | 0                 | 2               | 2               |                 |                 |  |                   |            |            |            |            |              |              |              |       |       |       |
|  | Córdoba CF        | 0                | 1                | 1                |   |                   |                 |                 |                 |                 |  |                   |            |            |            |            |              |              |              |       |       |       |
|  | Córdoba CF        | 0                | 1                | 1                |   | AD Alcorcón       | 0               | 0               | 0               |                 |  |                   |            |            |            |            |              |              |              |       |       |       |
|  |                   |                  |                  |                  |   | AD Alcorcón       | 0               | 0               | 0               |                 |  |                   |            |            |            |            |              |              |              |       |       |       |
|  |                   | Alavés           | 2                | 0                | 2 |                   |                 |                 |                 |                 |  |                   |            |            |            |            |              |              |              |       |       |       |
|  | Dep. La Coruña    | Alavés           | 2                | 0                | 2 | 2                 | 1               | 3               |                 |                 |  |                   |            |            |            |            |              |              |              |       |       |       |
|  | Dep. La Coruña    |                  |                  |                  |   | 2                 | 1               | 3               |                 |                 |  |                   |            |            |            |            |              |              |              |       |       |       |
|  | Alavés            | 2                | 1                | 3                |   |                   |                 |                 |                 |                 |  |                   |            |            |            |            |              |              |              |       |       |       |

## Estadístiques

### Golejadors
| Rànquing | Jugador             | Equip             | Gols |
| -------- | ------------------- | ----------------- | ---- |
| 1        | Wissam Ben Yedder   | Sevilla FC        | 5    |
| 1        | Lionel Messi        | FC Barcelona      | 5    |
| 3        | Ángel Correa        | Atlètic de Madrid | 4    |
| 3        | Mariano             | Reial Madrid      | 4    |
| 3        | Luis Suárez         | FC Barcelona      | 4    |
| 3        | Arda Turan          | FC Barcelona      | 4    |
| 3        | Griezmann           | Atlètic de Madrid | 4    |
| 3        | Édgar               | Deportivo Alavés  | 4    |
| 3        | Juanmi              | Reial Societat    | 4    |
| 10       | Marco Asensio       | Reial Madrid      | 3    |
| 10       | Joaquín Correa      | Sevilla FC        | 3    |
| 10       | Federico Piovaccari | Córdoba CF        | 3    |
| 10       | Raúl García         | Athletic Club     | 3    |
| 10       | James Rodríguez     | Reial Madrid CF   | 3    |
| 10       | Luciano Vietto      | Sevilla FC        | 3    |
| 10       | Neymar              | FC Barcelona      | 3    |